# Francisco Torreblanca Villalpando

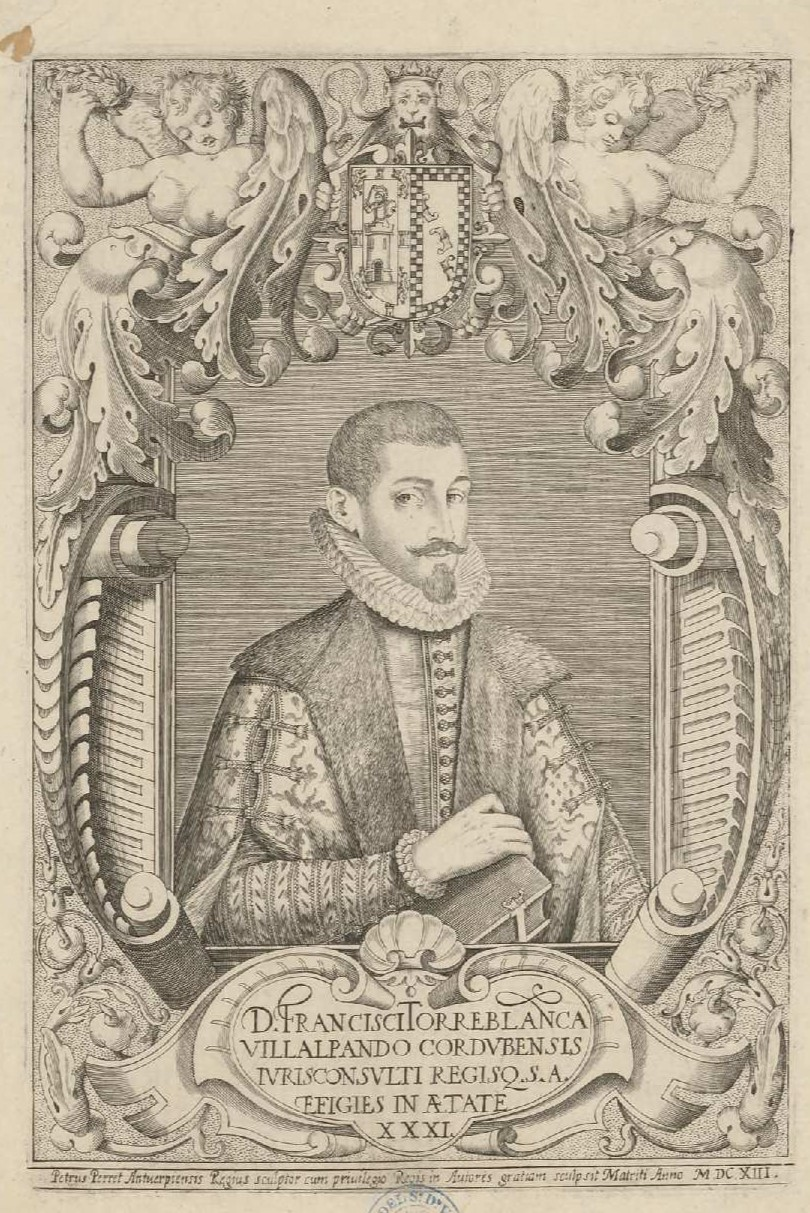
Pedro Perret. Retrato de Francisco Torreblanca Villalpando. Inscripción: «D. Francisci Torreblanca Villalpando. Cordubensis Jurisconsulti Regis S. A. efigies in aetate XXXI», 1618

Francisco Torreblanca Villalpando (Córdoba, c. 1580-1645), jurisconsulto y escritor en lengua latina español. Abogado de los Consejos Reales y de la Chancillería de Granada.
Miembro de una familia de la mediana burguesía cordobesa de remoto origen judeoconverso —uno de sus bisabuelos paternos, Rodrigo de Chillón, tintorero, fue reconciliado por el Santo Oficio— fue hijo de Miguel Jerónimo de Torreblanca, escribano público, y de Ana de Villalpando, hermana del arquitecto y jesuita Juan Bautista Villalpando. A él dedicó el capítulo IV de su Defensa en favor de los libros católicos de la magia, titulado «Del Templo de Salomón comparado al del Escurial». Otra tía, de nombre Antonia, hermana de su madre, monja en el Convento de la Encarnación de Córdoba, en mayo de 1620 recibió la visita del alma de Ana de Villalpando, su madre, fallecida un año antes, según se recoge en los Autos fechos por mandado del Ordinario de la Ciudad de Córdova, en virtud de los decretos de los Santos Concilios Lateranense i Tridentino, sobre la aprobación de la revelación de la señora Doña Ana de Villalpando, difunta, viuda mujer legítima que fue del señor Miguel Gerónimo de Torreblanca, en Córdoba, con licencia del ordinario, por Salvador de Cea Tesa, 1622.
Estudió leyes en Salamanca e inició una carrera eclesiástica, llegando a ser rector de la iglesia de San Pedro de Córdoba. Pero el retrato que le hizo Pedro Perret a sus treinta y un años de edad, incorporado a la edición de sus Epitomes, cuyos preliminares y dedicatoria al rey firmó en Madrid en agosto de 1618, lo muestra vestido con ropa seglar. Al publicar la obra era ya, y así firma, abogado de la chancillería granadina. 
En mayo de 1619, sintiéndose probablemente enfermo, dictó testamento en el que pedía ser enterrado en la iglesia de San Pablo, en el altar de San Pedro Mártir, donde estaban enterrados su padre y su abuelo. Poseedor de un amplio patrimonio, incluyendo casas principales y otras varias, horno de pan, propiedades rústicas y censos, expresaba su voluntad de fundar con sus rentas una cátedra que tendría por obligación leer sus obras. Volvió a testar en 1629 y, definitivamente, en 1645, abandonada ya la idea de fundar la cátedra dedicada a sus estudios y creando en su lugar cuatro capellanías.

## Obra
- Epitomes delictorvm in quibvs aperta, vel ocvlta invocatio daemonis intervenit: libri IIII, Hispali, Apud Ildephonsum Rodríguez Gamarra et Franciscum de Lira, typographos, 1618.[6] Las primeras licencias y aprobaciones se fechan en 1612; el privilegio otorgado por el rey en 1615. Por él se tiene constancia de que Torreblanca acudió a Madrid para imprimir la obra, que previamente había leído en la Universidad de Granada, aunque, obtenido el privilegio e iniciada la impresión, lo retiró de la imprenta para enmendarlo y añadir nuevas autoridades, lo que dio pie a que se le acusase de falsedad, a lo que responderá con la Defensa en favor de los libros católicos de la magia. Tasa y dedicatorias fechadas en 1618. Se hizo una segunda edición corregida y expurgada de numerosas faltas en Lyon, en 1678, a cargo de Juan Antonio Huguetán y con el añadido de la Defensa en favor de los libros católicos de la magia, con texto en castellano, editada previamente en 1623 con la Daemonologia. De él debía borrarse completo, conforme al Novissimus librorum prohibitorum et expurgandorum index de 1640 el párrafo 15 del libro 3, cap. 27, p. 59, tachado a pluma en el ejemplar de la Biblioteca Nacional de España, signatura 2/11228.[7] La obra de Villalpando fue estudiada desde el punto de vista del derecho penal por Antonio Ortega Ruiz en su tesis doctoral (1955) pues el cordobés dedica la suya al examen de los procesos de magia y hechicería desde su definición conceptual, la forma de distinguir los casos de verdadera y falsa hechicería o de magia natural y magia demoniaca, la intervención del demonio y la delimitación del fuero interno y externo, los jueces seglares y eclesiásticos y las penas correspondientes a los delitos unidas a la finalidad de las mismas, siendo el autor riguroso en la gravedad de las penas tanto como en la exigencia a los jueces del cumplimiento de todos los requisitos procesales, como garantía para los reos,[8] con exclusión del recurso a la tortura de forma general y como medio de inquirir la culpa salvo en los casos de extrema gravedad, pues el medio de prueba no debe llevar aparejado un castigo mayor del que correspondería a la pena por el delito cometido.[9]
- Daemonologia siue de magia naturali, daemoniaca, licita & illicita, deq[ue] aperta & occulta, interuentione & inuocatione daemonis: libri quatuor, Moguntiae, Impensis Ioh. Theowaldi Schönwetteri [1623]. Va precedido de una Defensa de los libros católicos de la magia en castellano escrita por el mismo Torreblanca «por mandado del Sennor Presidente de Castilla, a las Advertencias que contra ellos se le dieron».[10]
- Iuris spiritualis practicabilium libri XV: ex lege domini siue reuelatis a Deo per sacrã scripturam vel in communi ecclesiae vel in particulari hominum, Cordvbae, Apud Salvatore de Cea Tesa, A. 1635.[11]